# Gran Premio de la Comunidad Valenciana de 2009
El Gran Premio de la Comunidad Valenciana de 2009 fue la decimoséptima prueba del Campeonato del Mundo de Motociclismo de 2009. Tuvo lugar en el fin de semana del 6 al 8 de noviembre de 2009 en el Circuito Ricardo Tormo, situado en Cheste, Comunidad Valenciana, España.
La carrera de MotoGP fue ganada por Dani Pedrosa, seguido de Valentino Rossi y Jorge Lorenzo. Héctor Barberá ganó la prueba de 250 cc, por delante de Álvaro Bautista y Raffaele De Rosa. La carrera de 125 cc fue ganada por Julián Simón, Bradley Smith fue segundo y Pol Espargaró tercero.

## Resultados

### Resultados MotoGP
| Pos.    | N.º | Piloto           | Constructor | Vueltas | Tiempo    | Parrilla | Pts. |
| ------- | --- | ---------------- | ----------- | ------- | --------- | -------- | ---- |
| 1       | 3   | Dani Pedrosa     | Honda       | 30      | 46:47.553 | 2        | 25   |
| 2       | 46  | Valentino Rossi  | Yamaha      | 30      | +2.630    | 4        | 20   |
| 3       | 99  | Jorge Lorenzo    | Yamaha      | 30      | +2.913    | 3        | 16   |
| 4       | 5   | Colin Edwards    | Yamaha      | 30      | +32.515   | 5        | 13   |
| 5       | 69  | Nicky Hayden     | Ducati      | 30      | +34.585   | 6        | 11   |
| 6       | 24  | Toni Elías       | Honda       | 30      | +34.888   | 8        | 10   |
| 7       | 11  | Ben Spies        | Yamaha      | 30      | +37.706   | 9        | 9    |
| 8       | 4   | Andrea Dovizioso | Honda       | 30      | +38.364   | 10       | 8    |
| 9       | 36  | Mika Kallio      | Ducati      | 30      | +42.491   | 11       | 7    |
| 10      | 15  | Alex de Angelis  | Honda       | 30      | +43.689   | 12       | 6    |
| 11      | 14  | Randy de Puniet  | Honda       | 30      | +46.018   | 7        | 5    |
| 12      | 52  | James Toseland   | Yamaha      | 30      | +50.226   | 14       | 1    |
| 13      | 44  | Aleix Espargaró  | Ducati      | 30      | +57.168   | 16       | 3    |
| 14      | 65  | Loris Capirossi  | Suzuki      | 30      | +1:06.887 | 13       | 2    |
| 15      | 7   | Chris Vermeulen  | Suzuki      | 30      | +1:11.701 | 18       | 1    |
| 16      | 41  | Gábor Talmácsi   | Honda       | 30      | +1:14.405 | 17       | 0    |
| 17      | 33  | Marco Melandri   | Kawasaki    | 30      | +1:33.425 | 15       |      |
| DNS     | 27  | Casey Stoner     | Ducati      |         | Caída     | 1        |      |
| Fuente: |     |                  |             |         |           |          |      |

### Resultados 250cc
| Pos.    | N.º | Piloto              | Constructor | Vueltas | Tiempo    | Parrilla | Pts. |
| ------- | --- | ------------------- | ----------- | ------- | --------- | -------- | ---- |
| 1       | 40  | Héctor Barberá      | Aprilia     | 27      | 44:10.601 | 3        | 25   |
| 2       | 19  | Álvaro Bautista     | Aprilia     | 27      | +3.663    | 9        | 20   |
| 3       | 35  | Raffaele De Rosa    | Honda       | 27      | +5.665    | 11       | 16   |
| 4       | 12  | Thomas Lüthi        | Aprilia     | 27      | +5.680    | 6        | 13   |
| 5       | 14  | Ratthapark Wilairot | Honda       | 27      | +13.601   | 4        | 11   |
| 6       | 17  | Karel Abraham       | Aprilia     | 27      | +13.697   | 7        | 10   |
| 7       | 4   | Hiroshi Aoyama      | Honda       | 27      | +27.438   | 5        | 9    |
| 8       | 25  | Alex Baldolini      | Aprilia     | 27      | +35.097   | 12       | 8    |
| 9       | 15  | Roberto Locatelli   | Gilera      | 27      | +35.886   | 14       | 7    |
| 10      | 48  | Shoya Tomizawa      | Honda       | 27      | +40.176   | 16       | 6    |
| 11      | 73  | Shuhei Aoyama       | Honda       | 27      | +49.095   | 20       | 5    |
| 12      | 52  | Lukáš Pešek         | Aprilia     | 27      | +53.132   | 18       | 4    |
| 13      | 11  | Balázs Németh       | Aprilia     | 27      | +1:06.014 | 19       | 3    |
| 14      | 63  | Mike Di Meglio      | Aprilia     | 27      | +1:18.692 | 15       | 2    |
| 15      | 53  | Valentin Debise     | Honda       | 27      | +1:18.876 | 21       | 1    |
| 16      | 8   | Bastien Chesaux     | Aprilia     | 26      | +1 Vuelta | 23       |      |
| 17      | 56  | Vladimir Leonov     | Aprilia     | 26      | +1 Vuelta | 22       |      |
| 18      | 33  | William Dunlop      | Honda       | 26      | +1 Vuelta | 25       |      |
| 19      | 10  | Imre Tóth           | Aprilia     | 26      | +1 Vuelta | 24       |      |
| Ret     | 16  | Jules Cluzel        | Aprilia     | 23      | Caída     | 13       |      |
| Ret     | 58  | Marco Simoncelli    | Gilera      | 20      | Caída     | 2        |      |
| Ret     | 7   | Axel Pons           | Aprilia     | 19      | Retirado  | 17       |      |
| Ret     | 75  | Mattia Pasini       | Aprilia     | 11      | Retirado  | 8        |      |
| Ret     | 55  | Héctor Faubel       | Honda       | 7       | Caída     | 10       |      |
| DNS     | 6   | Alex Debón          | Aprilia     |         | Lesionado | 1        |      |
| 1.      |     |                     |             |         |           |          |      |
| Fuente: |     |                     |             |         |           |          |      |

### Resultados 125cc
| Pos.    | N.º | Piloto             | Constructor | Vueltas | Tiempo       | Parrilla | Pts. |
| ------- | --- | ------------------ | ----------- | ------- | ------------ | -------- | ---- |
| 1       | 60  | Julián Simón       | Aprilia     | 24      | 41:17.553    | 1        | 25   |
| 2       | 38  | Bradley Smith      | Aprilia     | 24      | +0.220       | 3        | 20   |
| 3       | 44  | Pol Espargaró      | Derbi       | 24      | +12.123      | 8        | 16   |
| 4       | 24  | Simone Corsi       | Aprilia     | 24      | +17.577      | 2        | 13   |
| 5       | 78  | Marcel Schrötter   | Honda       | 24      | +17.917      | 7        | 11   |
| 6       | 6   | Joan Olivé         | Derbi       | 24      | +18.334      | 5        | 10   |
| 7       | 7   | Efrén Vázquez      | Derbi       | 24      | +18.502      | 12       | 9    |
| 8       | 11  | Sandro Cortese     | Derbi       | 24      | +18.553      | 10       | 8    |
| 9       | 35  | Randy Krummenacher | Aprilia     | 24      | +18.731      | 15       | 7    |
| 10      | 18  | Nicolás Terol      | Aprilia     | 24      | +21.280      | 6        | 6    |
| 11      | 77  | Dominique Aegerter | Derbi       | 24      | +23.635      | 19       | 5    |
| 12      | 8   | Lorenzo Zanetti    | Aprilia     | 24      | +34.369      | 22       | 4    |
| 13      | 39  | Luis Salom         | Aprilia     | 24      | +37.950      | 24       | 3    |
| 14      | 73  | Takaaki Nakagami   | Aprilia     | 24      | +38.090      | 18       | 2    |
| 15      | 14  | Johann Zarco       | Aprilia     | 24      | +40.043      | 21       | 1    |
| 16      | 33  | Sergio Gadea       | Aprilia     | 24      | +44.478      | 14       |      |
| 17      | 93  | Marc Márquez       | KTM         | 24      | +58.437      | 4        |      |
| 18      | 53  | Jasper Iwema       | Honda       | 24      | +1:03.814    | 25       |      |
| 19      | 42  | Alberto Moncayo    | Aprilia     | 24      | +1:08.362    | 34       |      |
| 20      | 71  | Tomoyoshi Koyama   | Loncin      | 24      | +1:24.971    | 29       |      |
| 21      | 87  | Luca Marconi       | Aprilia     | 23      | +1 Vuelta    | 33       |      |
| Ret     | 16  | Cameron Beaubier   | KTM         | 23      | Caída        | 17       |      |
| Ret     | 10  | Luca Vitali        | Aprilia     | 21      | Caída        | 35       |      |
| Ret     | 94  | Jonas Folger       | Aprilia     | 17      | Retirado     | 20       |      |
| Ret     | 76  | Iván Maestro       | Aprilia     | 11      | Retirado     | 32       |      |
| Ret     | 21  | Jakub Kornfeil     | Loncin      | 9       | Caída        | 31       |      |
| Ret     | 17  | Stefan Bradl       | Aprilia     | 8       | Caída        | 16       |      |
| Ret     | 32  | Lorenzo Savadori   | Aprilia     | 6       | Caída        | 27       |      |
| Ret     | 12  | Esteve Rabat       | Aprilia     | 5       | Caída        | 11       |      |
| Ret     | 45  | Scott Redding      | Aprilia     | 5       | Caída        | 9        |      |
| Ret     | 50  | Sturla Fagerhaug   | KTM         | 4       | Caída        | 30       |      |
| Ret     | 88  | Michael Ranseder   | Aprilia     | 3       | Retirado     | 23       |      |
| Ret     | 29  | Andrea Iannone     | Aprilia     | 1       | Retirado     | 13       |      |
| DNS     | 95  | Joan Perelló       | Honda       |         | No participó | 26       |      |
| DNQ     | 19  | Quentin Jacquet    | Aprilia     |         |              |          |      |
| Fuente: |     |                    |             |         |              |          |      |